# Stazione di Galliera Veneta-Tombolo
Stazione di Galliera Veneta-Tombolo vasútállomás Olaszországban, Veneto régióban, Tombolo településen.

## Vasútvonalak
Az állomást az alábbi vasútvonalak érintik:
- Vicenza-Treviso-vasútvonal

## Kapcsolódó állomások
A vasútállomáshoz az alábbi állomások vannak a legközelebb: 
- Stazione di San Martino di Lupari (Stazione di Treviso Centrale)
- Stazione di Cittadella (Stazione di Vicenza)